# Pixabay
Pixabay.com ist eine internationale Website für Fotos, Illustrationen, Vektorgrafiken Videos sowie für Musik und Soundeffekte. Sie wurde von Hans Braxmeier und Simon Steinberger entwickelt und umfasst mehr als 2,6 Millionen Bilder (Stand: 30. Juni 2022). Diese Bilder werden von Fotografen und Grafikern der Online-Community zur Verfügung gestellt.

## Geschichte
Das Unternehmen wurde am 24. November 2010 in Ulm gegründet. Im März 2012 erfolgte eine grundlegende Umgestaltung der einfachen Bilddatenbank zu einer interaktiven Community-Plattform, die in 26 Sprachen verfügbar ist. Mit der im Mai 2012 veröffentlichten Programmierschnittstelle (API) können Nutzer und Entwickler auf Pixabay zugreifen, nach Bildern suchen und die Ergebnisse in die eigenen Seiten integrieren. Die API wird u. a. von dem Online-Zeichenprogramm Psykopaint sowie dem Homepage-Baukasten Jimdo verwendet. Von Juni 2012 bis Januar 2019 war Pixabay u. a. neben Flickr, Google und YouTube auf der Suchseite „CC Search“ von Creative Commons vertreten.
Seit 2018 sind zwei Erweiterungen für Adobe Photoshop und Microsoft Office verfügbar.
Mit Beginn des Jahres 2019 wurde die bis dahin verwendete Creative-Commons-Lizenz CC0 durch eine eigene Lizenz ersetzt. Ob sich die Bilder damit noch für Open Educational Resources (freie Lehrmittel) eignen, wird teilweise verneint. Besonders kritisiert wird dabei, dass Pixabay seitdem auch Bilder, die vor 2019 hochgeladen wurden, mit der neuen Lizenz auf der Website kennzeichnet, obwohl diese noch unter der CC0 veröffentlicht wurden. Dies stellt eine unrechtmäßige Schutzrechtsberühmung dar. Außerdem verwende die eigene Lizenz unbestimmte Rechtsbegriffe wie „Vertrieb“.

CC Search mit pixabay auf search.creativecommons.org

Im November 2018 wurde das Projekt von der australischen Firma Canva übernommen.
Am 17. April 2023 traten wichtige Änderungen der Pixabay-Geschäftsbedingungen in Kraft. Dazu gehören die Änderung der „Pixabay-Lizenz“ in die „Inhaltslizenz“ sowie die Wiedereinführung der Creative Commons CC0-Lizenz für Inhalte, die vor dem 9. Januar 2019 auf Pixabay hochgeladen wurden.

## Beschreibung
Die Bilder auf Pixabay unterliegen der Pixabay-Lizenz und können damit für viele Anwendungen kostenlos und ohne Nennung der Quelle verwendet werden. Wer Bilder auf Pixabay hochladen möchte, muss sich als Benutzer unter einem frei wählbaren Pseudonym registrieren. Eine Verifizierung des Bildautors findet allerdings nicht statt. Die Bildautoren müssen der Pixabay-Lizenz zustimmen. Dabei dürfen die Werke von den Nutzern kopiert, verändert und verbreitet werden. Auch kommerzielle Nutzung ist unter gewissen Einschränkungen möglich. Hochgeladene Inhalte werden durch Administratoren oder durch die Nutzergemeinschaft der Website manuell geprüft und freigeschaltet.
Die Foren der Website existieren nur in deutscher und englischer Sprache.

## Risiken
Der Upload der Bilder erfolgt durch anonyme Nutzer. Es besteht somit die Gefahr, dass der Hochladende gar nicht das Urheberrecht besitzt. Pixabay übernimmt keine Garantie, dass die hochgeladenen Bilder frei von Rechten Dritter sind. Da der Upload anonym erfolgt, können abgemahnte Nutzer auch keinen Rückgriff auf diese Person vornehmen und bleiben somit auf den Kosten der Abmahnung sitzen.

## Finanzierung
Pixabay finanziert sich durch Werbung. So werden unter den zum Download bereitstehenden Bildern thematisch ähnliche Bilder von kostenpflichtigen Stockfotografieanbietern, z. B. iStock und Shutterstock, angezeigt.

## Technik
Das Back-End wird mit dem Python-Framework Django entwickelt und läuft mit PostgreSQL als Datenbank-System auf einem nginx-Webserver. Für die interne Suchfunktion wird ein auf Lucene basierender ElasticSearch-Server eingesetzt.